# Liquidazione coatta amministrativa
La liquidazione coatta amministrativa è una procedura concorsuale prevista dalla legge italiana che si applica ad alcuni enti e categorie d'impresa predeterminate dalla legge.
Ha le sue fonti regolamentari in parte nella legge fallimentare italiana e, in parte, nelle leggi speciali.

## Storia
La liquidazione coatta amministrativa fu introdotta nell'ordinamento italiano con la legge 15 luglio 1888, n. 5546 sulle casse di risparmio.
Inizialmente questa procedura era vista come uno strumento al servizio di interessi pubblici differenti rispetto a quelli del fallimento, cioè quelli della Cassa di Risparmio che era un ente non assoggettabile al fallimento poiché privo del carattere della commercialità.
In seguito la procedura fu estesa anche ad altri enti come gli istituti per le case popolari e gli enti autonomi di consumo.
In seguito alla crisi economica americana del 1929, l'intervento dello Stato sull'economia aumentò, anche grazie all'introduzione di vari strumenti, come la concessione di finanziamenti e di garanzie alle imprese e, soprattutto, grazie all'assunzione di partecipazioni da parte dell'Istituto per la Ricostruzione Industriale (IRI), che fu costituito proprio per far fronte ai dissesti avvenuti in seguito alla crisi del 1929.
L'interesse pubblico acquistò una caratterizzazione particolare e la procedura di liquidazione coatta amministrativa venne prevista nel 1933 per le società controllate dall'IRI e nel 1935 per le società finanziate dallo Stato o garantite per quattro volte il capitale sociale.
Con il progressivo ritirarsi dello Stato dall'esercizio delle attività economiche, i casi considerati divennero marginali, ma la procedura di liquidazione coatta rimase uno strumento di rilievo per la gestione delle imprese in crisi assoggettate a controllo pubblico, poiché erano e sono chiamate a gestire mezzi finanziari affidati da una grande quantità di soggetti. In particolare il sistema di vigilanza fu introdotto in primis per le imprese assicurative, poiché dovevano gestire una liquidità notevole, costituita dai premi versati dagli assicurati. L'assoggettamento alla procedura di liquidazione coatta di queste imprese fu introdotta già negli anni venti.
Il controllo pubblico era previsto come tutela per l'ingente massa di assicurati nei confronti della gestione scorretta della liquidità. A fronte del rischio d'insolvenza delle suddette imprese, infatti, la procedura di liquidazione coatta era considerata più adatta rispetto al fallimento, in quanto presupponeva un controllo quasi continuo da parte dello Stato. Per lo stesso rischio d'insolvenza, un controllo più serrato da parte dello Stato era previsto per le imprese del settore bancario, anche se inizialmente un controllo pubblico era previsto solo da norme-provvedimento. e solo in un secondo momento venne previsto l'assoggettamento alla procedura di liquidazione coatta per il sistema bancario e le aziende di credito nel loro complesso.
Con il passare del tempo l'assoggettamento a controllo pubblico e, conseguentemente, alla procedura di liquidazione coatta amministrativa, venne esteso anche alle società fiduciarie, alle società di gestione dei fondi comuni d'investimento, alle società di intermediazione mobiliare (SIM) e alle società di investimento a capitale variabile (SICAV).
La disputa sulla natura commerciale degli enti pubblici veniva superata con la riforma della legislazione civile e commerciale del 1942, dato che lo statuto dell'imprenditore commerciale venne esteso agli enti pubblici economici ma, allo stesso tempo, la natura particolare dell'interesse pubblico evidenziava l'insufficienza dei tradizionali strumenti di regolazione della crisi e l'assoggettabilità al fallimento degli enti pubblici era chiaramente esclusa dal testo normativo. Con la legge fallimentare del 1942 si fece fronte ad una necessità di regolamentazione della materia, poiché la liquidazione coatta amministrativa era disciplinata solo dalle leggi speciali che la prevedevano per l'uno o l'altro tipo d'impresa.
Alla nuova legislazione fallimentare, per un'esigenza di chiarezza ed uniformità, si consentiva di derogare alle leggi speciali preesistenti e di imporsi come fonte in grado di abrogare le disposizioni delle leggi speciali incompatibili con quelle relative all'accertamento giudiziario dello stato d'insolvenza, al concorso tra fallimento e liquidazione coatta amministrativa, agli effetti del provvedimento di liquidazione per l'impresa, agli effetti della liquidazione per i creditori e sui rapporti giuridici preesistenti, all'accertamento giudiziario dello stato d'insolvenza, agli effetti dell'accertamento giudiziario dello stato d'insolvenza, della formazione dello stato passivo, alle società con responsabilità sussidiaria limitata o illimitata dei soci, alla chiusura della liquidazione.
L'apertura del procedimento di liquidazione coatta preclude al creditore le azioni individuali in sede di giurisdizione ordinaria, poiché i creditori devono far valere le proprie istanze nella procedura amministrativa di accertamento dei crediti attuata dal commissario giudiziale.

## Soggetti interessati
I soggetti interessati possono essere:
- Imprese bancarie e assicurative;
- Società partecipate da enti pubblici come l'IRI e l'EFIM;
- Società cooperative;
- Taluni enti della pubblica amministrazione italiana.

## Organi

### Commissario liquidatore
L'art. 198 l. Fall. prevede la nomina di un commissario liquidatore, ovvero di tre commissari, laddove l'importanza dell'impresa lo consigli.
Il Commissario liquidatore, cui è affidata l'amministrazione del patrimonio dell'impresa, può:
- Autorizzare gli atti di straordinaria amministrazione;
- Esercitare le competenze che, nel fallimento, sono del giudice delegato;
- Nominare legali per cause attive o passive;
- Esercitare azioni revocatorie;
- Proseguire con l'attività d'impresa, con l'autorizzazione dell'Autorità di Vigilanza;
- Esercitare l'azione sociale di responsabilità contro gli amministratori dell'impresa sottoposta alla liquidazione.

Il commissario liquidatore è un pubblico ufficiale e deve dunque adempiere con diligenza ai doveri del proprio ufficio e la responsabilità dell'organo sottostà al medesimo regime che si applica al curatore fallimentare.
L'autorità di vigilanza può revocare il commissario con un provvedimento amministrativo; tale provvedimento può essere impugnato davanti al giudice amministrativo.

### Comitato di sorveglianza
Il comitato di sorveglianza è composto da 3 o 5 membri che divengono pubblici ufficiali e sono scelti tra persone con esperienza nell'attività imprenditoriale dell'impresa in liquidazione.
La funzione del comitato di sorveglianza è paragonabile a quella del comitato dei creditori nel fallimento, anche se è un organo consultivo i cui pareri, dunque, non sono vincolanti.
Il comitato dà pareri in materia di:
- Riduzione di crediti, compromessi, riconoscimento dei diritti dei terzi, eredità e donazioni, restituzione di pegni[12];
- Vendita in blocco di beni mobili e immobili;
- Autorizzazione della proposta del concordato;
- Distribuzione di acconti ai creditori.

### Autorità amministrativa di vigilanza
L'autorità amministrativa di vigilanza ha una funzione di indirizzo e controlla l'attività del Commissario liquidatore tramite i ragguagli del Comitato di sorveglianza.
Inoltre chiede chiarimenti al commissario ed impartisce direttive generali, nomina e revoca gli altri due organi della liquidazione, autorizza le vendite in blocco ed i riparti parziali, liquida i compensi.

## Il procedimento
La liquidazione coatta amministrativa è la procedura di gestione delle imprese assoggettate a controllo pubblico.
I presupposti per l'apertura della procedura sono:
- Lo stato d'insolvenza: che è il presupposto oggettivo, valido per tutte le imprese che possono essere sottoposte alla procedura;
- Fatti che possono porre in serio pericolo la continuità dell'attività dell'impresa sottoposta al pubblico controllo;
- Revoca dell'autorizzazione all'esercizio dell'attività sottoposta a controllo pubblico. Presupposto valido solo per le imprese operanti in regime autorizzatorio;
- Motivi d'interesse pubblico o ragioni di tutela di interessi dello Stato. Presupposto valido in alcune legislazioni di settore (società controllate dall'I.R.I. e per le società finanziarie o garantite dallo Stato per oltre il quadruplo del capitale sociale[13]).

La procedura si apre con un provvedimento amministrativo dell'autorità amministrativa competente, solitamente su proposta dell'autorità di vigilanza o conseguentemente ad una sentenza che abbia accertato lo stato d'insolvenza. La sentenza in questione vincola l'autorità amministrativa competente a disporre la liquidazione coatta.
Nel caso in cui ci sia concorso tra liquidazione coatta amministrativa e fallimento vige la regola della prevenzione, per cui l'apertura di una delle due procedure preclude l'accesso all'altra. La preclusione ha luogo nel momento in cui si ha il deposito in cancelleria della sentenza di fallimento e dalla data di pubblicazione sulla gazzetta Ufficiale del provvedimento che ordina la liquidazione coatta.
La procedura può essere iniziata anche contro la volontà dei creditori o dell'imprenditore, poiché la logica della liquidazione coatta è l'eliminazione dell'ente o dell'impresa dal mercato.
Quindi la liquidazione si apre con un provvedimento della Pubblica Amministrazione pubblicato sulla Gazzetta ufficiale della Repubblica, anche se gli effetti decorrono dal momento dell'emanazione del provvedimento e non da quella della pubblicazione che può avvenire fino a dieci giorni dopo l'emissione.
Il decreto di messa in liquidazione coatta è impugnabile dinanzi al tribunale del luogo ove l'impresa ha sede ed è revocabile dalla stessa Amministrazione che l'ha emanato.
L'autorità amministrativa nomina il commissario liquidatore ed il comitato di sorveglianza.
Le limitazioni al diritto di difesa nel corso della procedura e alla libertà d'iniziativa economica hanno sollevato alcuni dubbi sulla Costituzionalità della liquidazione coatta, ma la Corte Costituzionale ha confermato la legittimità di quest'ultima, poiché i limiti alla libertà d'impresa sono giustificati dagli interessi generali che si intende tutelare.
Le fasi in cui si svolge la procedura di liquidazione coatta amministrativa sono analoghe a quelle del fallimento: formazione dello stato passivo, liquidazione e ripartizione dell'attivo.

### Formazione del passivo
La formazione dello stato passivo subisce rilevanti modificazioni rispetto alla procedura del fallimento, data la diversa struttura degli organi della liquidazione. Infatti non c'è un dibattito davanti al giudice delegato, ma il commissario deve comunicare l'ammontare dei crediti riconosciuti ad ogni singolo creditore a mezzo raccomandata. La comunicazione è effettuata con riserva di verifica delle eventuali contestazioni, per cui non è vincolante per il commissario.
Il creditore che non sia soddisfatto deve comunicare entro quindici giorni le proprie osservazioni, che possono essere relative al quantum o alla natura del credito. I creditori e i titolari di diritti immobiliari che non hanno ricevuto alcuna comunicazione dal commissario liquidatore hanno l'onere di presentare la propria domanda entro 60 giorni dalla pubblicazione sulla Gazzetta Ufficiale della Repubblica Italiana.
Tutti i creditori devono sottostare al vaglio del commissario giudiziale e tutte le pretese devono essere azionate in via amministrativa.
Con il deposito in cancelleria lo stato passivo diviene esecutivo e non è più possibile modificarlo o revocarlo. Il deposito assolve una duplice funzione: pubblicità notizia sui debiti dell'impresa e sui debitori concorrenti.
Entro novanta giorni dal provvedimento di liquidazione, il commissario forma l'elenco di creditori ammessi o respinti e lo deposita nella cancelleria nel luogo in cui l'impresa ha la sede principale.
In una fase eventuale di formazione del passivo, i creditori e gli altri interessati possono presentare opposizioni o impugnazioni, queste sono regolate dalla legge fallimentare, se e per quanto compatibile. Ovviamente sostituendo al giudice delegato ed al curatore, rispettivamente, il giudice istruttore ed il commissario liquidatore.
Il termine per le opposizioni e le impugnazioni decorre dalla comunicazione individuale del deposito in cancelleria, poiché non vi è un provvedimento giudiziale che renda esecutivo lo stato passivo.
È incerta l'applicazione di alcune norme sul fallimento, in questa fase eventuale, soprattutto per quanto riguarda le pretese da far valere in sede di formazione del passivo ed il rito, in particolare sulle modalità di accertamento del passivo e la loro compatibilità con le norme dell'art. 103 l.fall. sulle domande tardive.

### Liquidazione dell'attivo
In questa fase si nota moltissimo il distacco dalla procedura fallimentare.
Il commissario liquidatore ha la massima autonomia per quanto riguarda le operazioni di liquidazione dell'attivo, tranne che per la vendita in blocco di beni immobili e mobili, per la quale necessita dell'autorizzazione dell'Autorità di Vigilanza, previo parere del comitato di sorveglianza. Le operazioni di liquidazione possono essere effettuate in qualsiasi momento. Il commissario liquidatore, dunque, può procedere anche con strumenti di liquidazione privatistici (per esempio un contratto di compravendita per la liquidazione di un immobile e non un decreto di trasferimento), ma si tratta sempre di vendite coattive, per cui non possono essere esclusi alcuni effetti tipici di queste vendite, come l'effetto purgativo.
La cancellazione dei pignoramenti e delle iscrizioni ipotecarie esistenti sui beni liquidati dal commissario può essere effettuata soltanto con il consenso del creditore o in forza di sentenza passata in giudicato o di «altro provvedimento definitivo emesso dalle autorità competenti.»
Altra operazione tipica della liquidazione dell'attivo è a riscossione dei crediti, cui il commissario può provvedere anche con gli strumenti ordinari come il procedimento di cognizione o il procedimento di esecuzione, infatti per il versamento dei decimi dovuti dai soci limitatamente responsabili si applicano le norme relative al fallimento.
Le leggi speciali, relativamente alla liquidazione e ripartizione dell'attivo nella liquidazione coatta, possono prevedere poteri particolari in capo ai commissari: «i commissari, con il parere favorevole del comitato di sorveglianza e previa autorizzazione della Banca d'Italia, possono cedere le attività e le passività, l'azienda, rami d'azienda nonché beni e rapporti giuridici individuabili in blocco. La cessione può avvenire in qualsiasi stadio della procedura, anche prima del deposito dello stato passivo; il cessionario risponde comunque delle sole passività risultanti dallo stato passivo. I commissari possono, nei casi di necessità e per il miglior realizzo dell'attivo, previa autorizzazione della Banca d'Italia, continuare l'esercizio dell'impresa o di determinati rami di attività, secondo le cautele indicate dal comitato di sorveglianza. Anche ai fini dell'eventuale esecuzione di riparti agli aventi diritto, i commissari possono contrarre mutui, effettuare altre operazioni finanziarie passive e costituire in garanzia attività aziendali, secondo le prescrizioni e le cautele disposte dal comitato di sorveglianza e previa autorizzazione della Banca d'Italia.»
L'impugnazione dei provvedimenti in materia di liquidazione dell'attivo può avvenire davanti l'autorità giudiziaria ordinaria se vengono lesi diritti soggettivi, oppure alla giurisdizione amministrativa se l'impugnazione riguarda atti posti in essere dal commissario liquidatore che mirano alla cura di determinati interessi pubblici che possono «fondare soltanto situazioni di interesse legittimo».

### Ripartizione dell'attivo
Si procede innanzitutto con ripartizioni parziali, in occasione delle quali vengono effettuati gli accantonamenti, poi si procede con la ripartizione finale.
Il commissario può distribuire acconti parziali, sia a tutti i creditori, sia ad alcune categorie di essi, anche prima che siano realizzate tutte le attività e accertate tutte le passività, una volta sentito il comitato di sorveglianza e con l'autorizzazione dell'autorità. Ma questi non hanno carattere irrevocabile come le ripartizioni parziali, ma sono provvisori e revocabili.
L'erogazione degli acconti parziali è espressione della discrezionalità amministrativa, per cui è insindacabile, salvi, ovviamente, i vizi rilevabili davanti al giudice amministrativo. I riparti parziali possono essere impugnati con gli stessi mezzi previsti per il riparto finale di cui all'art. 213, 2° l.fall.
L'articolo 212 della legge fallimentare inoltre recita: «Le domande tardive per l'ammissione di crediti o per il riconoscimento dei diritti reali non pregiudicano le ripartizioni già avvenute, e possono essere fatte valere sulle somme non ancora distribuite.»

### Chiusura del procedimento
Non sono previsti specifici atti per la chiusura della procedura, né è previsto un procedimento di chiusura.
Il commissario liquidatore redige il bilancio finale della liquidazione con il conto della gestione ed il riparto finale; il comitato di sorveglianza stende una relazione.
L'autorità di vigilanza sottopone questi atti al controllo di regolarità formale e sostanziale, se non ritiene di dover formulare osservazioni, ne autorizza il deposito nella cancelleria del tribunale ove ha sede l'impresa.
L'Autorità liquida il compenso del commissario, prima dell'approvazione del rendiconto.
Ai creditori viene data notizia dell'avvenuto deposito mediante pubblicazione sulla Gazzetta ufficiale e sui giornali che l'autorità di vigilanza ha indicato nel provvedimento autorizzativo. Gli interessati possono presentare contestazioni od osservazioni con ricorso al tribunale entro 20 giorni dalla pubblicazione sulla Gazzetta. Se non vengono presentate contestazioni, il conto di gestione ed il riparto finale si danno per approvati ed il commissario liquidatore può procedere con il riparto finale.
Se ci sono ricorsi, la cancelleria ne fa pervenire notizia all'Autorità di Vigilanza ed al comitato di sorveglianza che possono presentare, entro 20 giorni, le loro osservazioni.
Il presidente del tribunale nomina un giudice istruttore.
Il giudizio può avere ad oggetto le contestazioni relative a tutti i documenti depositati ed è devoluto al giudice istruttore che funge da giudice unico.
Avvenuti i pagamenti, conseguentemente al riparto finale dell'attivo, la procedura si chiude, decadono tutti gli organi e l'impresa si estingue.
Se dovesse risultare un residuo della liquidazione, questo si dividerà tra i soci con conseguente estinzione dei rapporti e cancellazione della società dal Registro delle imprese.
L'unico motivo per il quale si avrà la riapertura della procedura di liquidazione è in caso di annullamento o risoluzione del concordato il quale costituisce modalità di chiusura della stessa.

## La liquidazione dei consorzi agrari
Una applicazione diffusa ed importante della normativa della liquidazione coatta amministrativa la si è avuta nei confronti dei consorzi agrari.
Nel 1991 travolta da un'esposizione debitoria insostenibile la Federconsorzi finì dapprima commissariata e poi in concordato preventivo. Le sue articolazioni provinciali (ufficialmente si trattava di società cooperative) si trovarono anch'esse in difficoltà. Un numero rilevante fu posto in liquidazione coatta e la maggioranza di esse furono ammesse all'esercizio provvisorio dell'impresa. Doveva essere una situazione assolutamente provvisoria e contingente, ma successivi provvedimenti legislativi autorizzarono il trascinarsi dei rinnovi.